# Friedrich von Vittinghoff gen. Schell
Friedrich Ignaz Konstantin von Vittinghoff gen. Schell (* um 1670; † nach 1716) war Domherr in Paderborn, Münster und Hildesheim.

## Leben

### Herkunft und Familie
Friedrich Ignaz von Vittinghoff gen. Schell entstammte dem westfälischen Adelsgeschlecht von Vittinghoff, dessen Sprossen hohe Ämter in Kirche, Militär und Verwaltung bekleideten. So stellten die Freiherrn von Vittinghoff von 1456 bis zur Säkularisation im Jahre 1803 die Erbdrosten im Stift Essen.
Friedrich Ignaz wuchs als Sohn des Arnold Johann von Vittinghoff gen. Schell und seiner Gemahlin Theodora von Galen zu Assen, Tochter des Johann Heinrich von Galen, mit seinen Geschwistern Anna Theodora Helena, Maria Adolphina (Kanonissen im Stift Nottuln) und Hermann Arnold (1701–1768, Domherr in Hildesheim und Münster) auf.

### Wirken
Mit dem Erhalt der Tonsur am 24. Oktober 1700 wurde Friedrich Ignaz auf ein geistliches Leben vorbereitet. Am 13. November 1710 erhielt er mit päpstlichem Zuspruch die Dompräbende, auf die Franz Bernhard Anton von Vittinghoff gen. Schell verzichtet hatte.
1713 erhielt er vom Turnar eine Dompräbende in Münster. Zwei Jahre später wurde er in Hildesheim präbendiert. Bereits im Jahre 1718 verzichtete er hier zugunsten seines Bruders Hermann Arnold. Von 1711 bis 1727 war er Domkellner in Paderborn. Der Verzicht auf sein Amt in Münster datiert auf den 5. Juni 1727. Hermann Arnold war wieder der Empfänger der Präbende.

### Sonstiges
Am 16. April 1716 wurde Friedrich Ignaz als Testamentsvollstrecker für seinen Onkel Franz Johann eingesetzt. Der Domherr verstarb am 12. Dezember 1716.